# Giornata mondiale della sindrome di Down

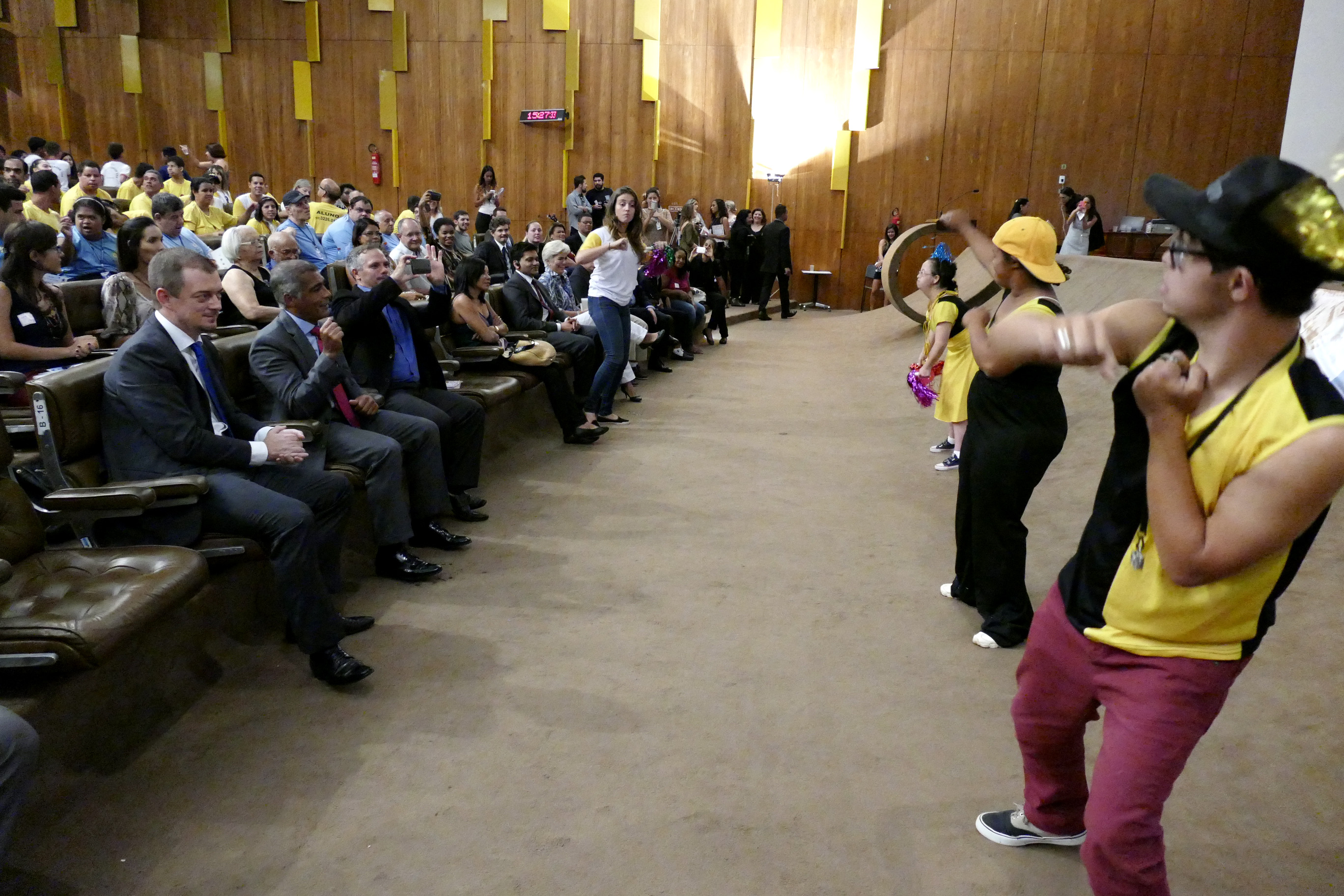
Una celebrazione della Giornata mondiale della sindrome di Down in Brasile

La Giornata mondiale della sindrome di Down (in inglese World Down Syndrome Day, abbreviato in WDSD) si celebra ogni anno il 21 marzo, a partire dal 2007 per sensibilizzare sulla sindrome di Down, condizione in cui si nasce con un cromosoma 21 in più. Il 21º giorno di marzo, il 3º mese dell'anno, è stato scelto per sottolineare l'unicità della triplicazione (trisomia) del 21º cromosoma che causa la sindrome di Down. L'Assemblea generale delle Nazioni Unite ha stabilito di osservare la ricorrenza ogni anno dal 2012.
Lo scopo della giornata è sensibilizzare l'opinione pubblica sulle potenzialità delle persone con la sindrome, che vengono spesso sottovalutate e soffocate con un approccio infantilistico.
Un'attività comune è indossare calzini colorati o spaiati per manifestazione sostegno alle persone con sindrome di Down in quanto i calzini avrebbero una forma che richiama quella dei cromosomi.
Nel 2021 è stato realizzato un corto animato, Freebird, per promuovere la Giornata mondiale. Il cortometraggio, scritto e diretto da Michael Joseph McDonald e basato sul brano Freedom di Jordan Hart, ha vinto nel 2021 il Chicago International Children's Film Festival. Nel corso degli anni sono stati anche realizzati altri cortometraggi allo stesso scopo.